# Шоснан
Шоснан (фр. Chaussenans) насеље је и општина у источној Француској у региону Франш-Конте, у департману Јура која припада префектури Лон ле Соније.
По подацима из 2011. године у општини је живело 109 становника, а густина насељености је износила 24,77 становника/km². Општина се простире на површини од 4,4 km². Налази се на средњој надморској висини од 535 метара (максималној 580 m, а минималној 546 m).

## Демографија
| 1962. | 1968. | 1975. | 1982. | 1990. | 1999. | 2011. |
| ----- | ----- | ----- | ----- | ----- | ----- | ----- |
| 85    | 90    | 80    | 71    | 79    | 89    | 109   |

График промене броја становника у току последњих година